# Megaphragma polychaetum
Megaphragma polychaetum är en stekelart som beskrevs av Lin 1992. Megaphragma polychaetum ingår i släktet Megaphragma och familjen hårstrimsteklar. Inga underarter finns listade i Catalogue of Life.